# Droit d'asile en France
Pour un article plus général, voir droit d'asile.
 (novembre 2017).
L'asile en France est, selon l'OFPRA, « la protection qu'accorde un État d'accueil à un étranger qui ne peut, contre la persécution, bénéficier de celle des autorités de son pays d'origine ». C'est un droit accordé aux personnes à qui est reconnue la qualité de réfugié ou octroyé le bénéfice de la protection subsidiaire.
Le droit d'asile a valeur constitutionnelle. Cependant, le plus souvent, c'est en application de la Convention du 28 juillet 1951 relative au statut des réfugiés modifiée qu'est reconnue la qualité de réfugié.

## Le droit d'asile et le statut de réfugié dans les textes
Outre les sources de droit international et de droit européen, le droit d'asile tire en France sa valeur constitutionnelle du préambule de la Constitution de 1946 (alinéa 4 du préambule) et de la Constitution de 1958 (article 53-1).
Le Conseil constitutionnel a confirmé la valeur constitutionnelle du droit d'asile lors de ses décisions 79-109 DC du 9 janvier 1980 et 80-116 DC du 17 juillet 1980.
Le code de l'entrée et du séjour des étrangers et du droit d'asile (CESEDA) précise son régime au livre VII, qui résulte de la loi du 10 décembre 2003 modifiant la loi du 25 juillet 1952. Le CESEDA a été modifié par la loi du 20 novembre 2007. Ces derniers changements concernent notamment :
- Le transfert de compétence en matière de décision d'attribution[pas clair] de l'asile du Ministère des affaires étrangères au Ministère de l'Intérieur.
- En matière d'asile à la frontière l'instauration d'un recours suspensif enfermé dans un délai de quarante-huit heures (art. L-213-9[7] du CESEDA), pour remplacer le recours en référé non suspensif mais sans limite de temps.
- Le remplacement de la Commission des recours des réfugiés par la Cour nationale du droit d'asile.

Le droit de l'asile va être modifié en 2014 par la loi, à la suite de l'adoption du « paquet asile » par l'Union européenne entre 2011 et 2013.
Le Code de l'entrée et du séjour des étrangers et du droit d'asile a été mis à jour en 2021.

## Demande d'asile

### Généralités
La demande de séjourner en France au titre de l'asile est faite auprès du représentant de l'État dans le département (c'est-à-dire habituellement le préfet) ou du préfet de police à Paris. Elle peut aussi être faite auprès d'un consulat français à l'étranger. Dans le cas où la demande est déposée sur le territoire, il ne peut être refusé d'étudier cette demande pour le simple motif que la personne est entrée sur le territoire national de manière irrégulière (application de l'article 31-2 de la Convention de Genève). En l'attente de l'audition par l'OFPRA du requérant et du traitement de la demande, celui-ci reçoit un récépissé de demande d'asile. Ce récépissé, valable en général trois mois est une autorisation provisoire de séjour (APS) et n'autorise pas à travailler. Le renouvellement du récépissé est possible jusqu'à la fin du traitement de la demande. Durant cette période d'attente, sous certaines conditions, et s'il n'est pas en procédure prioritaire, le demandeur peut toucher l'allocation temporaire d'attente (ATA), qui vaut 11,01 euros par jour en 2012. Il peut aussi dans certains cas recevoir un logement en CADA. Il est encore très difficile aux demandeurs d'asile dont la demande est en cours de traitement et qui ne disposent pas de documents d'identité autres que leur autorisation provisoire de séjour d'avoir accès à un compte bancaire[réf. nécessaire] ; certaines personnes soutiennent qu'ils se heurtent à des refus illégaux et fondent notamment cette opinion sur une ordonnance de référé du tribunal administratif de Paris du 16 mars 2005,. Depuis 2015, les demandeurs d'asile touchent l'allocation pour demandeur d'asile.
Selon le rapport interassociatif des « oubliés du droit d’asile » de février 2022, plus de 96% des répondants, demandeurs d’asile, avaient passé un temps à la rue ou en squat avant de pouvoir être accéder à un hébergement[source insuffisante].

### Les causes de refus de séjour dans le cadre des demandes d'asiles
Aucune condition de rejet d'office des demandes d'asile n'existe en France. En revanche, il existe quatre circonstances dans lesquelles ces demandes peuvent être instruites dans une procédure prioritaire. Il n'y a pas de droit au séjour en France pendant l'étude des dossiers, caractérisé par la délivrance d'un titre de séjour, mais, dans certains de ces cas, l'instruction du dossier est, pour un temps, suspensive d'une mesure d'éloignement du pays :
- la demande relève de la compétence d'un autre État européen (règlement (UE) no 604/2013 du Parlement européen et du Conseil du 26 juin 2013, dit aussi « accords de Dublin III »[12]). Dans ce cas, et uniquement de ce cas, l'OFPRA se déclarera incompétent et n'instruira pas la demande. Une mesure d'éloignement du pays peut être prise par les autorités compétentes dès lors que la procédure relative au règlement Dublin III a abouti et seulement si celle-ci conclut que le demandeur a bien été enregistré dans un autre pays avant d'arriver en France ;
- l'étranger a la nationalité d'un pays considéré comme sûr (20 pays depuis le 10 décembre 2011 dont la Bosnie-Herzégovine, la Géorgie, le Mali (plus depuis décembre 2012 en raison du conflit au Nord Mali, à la demande du HCR), la Mongolie, le Sénégal, le Cap-Vert ou d'un pays pour lequel l'OFPRA a fait jouer la clause 1 c 5 de la convention de Genève (retour à la démocratie ou stabilisation d'une situation de conflit, par exemple : le Chili ou récemment la Sierra Leone). Une mesure d'éloignement du pays peut être prise par les autorités compétentes uniquement en cas de réponse négative de l'OFPRA. En effet, la formation d'un recours contre la décision de l'OFPRA n'est, dans ce cas, pas suspensive d'une mesure d'éloignement du pays ;
- la présence de l'étranger constitue une « menace grave à l'ordre public ». Une mesure d'éloignement du pays peut être prise dans l'immédiat par les autorités compétentes;
- la demande d'asile est l'objet d'un recours abusif à cette procédure (identités et demandes multiples, tentative de faire obstacle à une mesure de reconduite à la frontière, etc.). Une mesure d'éloignement du pays peut être prise dans l'immédiat par les autorités compétentes.

### Procédure
Sur le plan administratif le demandeur d'asile a deux interlocuteurs : la préfecture qui statue sur ses conditions de séjour en France pendant l'étude de sa demande d'aide et l'OFPRA qui étudie les motifs de sa demande.
La préfecture effectue les vérifications en premier lieu les conditions d'instruction de la demande d'asile notamment grâce à la base de données Eurodac, commune à tous les États signataires de la Convention (Pays de UE + Norvège + Suisse), contenant les empreintes digitales des demandeurs d'asile enregistrés par des États membres. Si rien ne s'y oppose le demandeur d'asile est admis au séjour en France et reçoit un dossier (dit « liasse OFPRA ») à remplir et à remettre sous 21 jours. Dans ce dossier, le demandeur doit formuler la demande d'asile par écrit et en langue française. Il doit montrer à travers un récit circonstancié et personnalisé qu'il a été persécuté ou qu'il était en danger dans son pays et que les institutions de celui-ci n'étaient pas en mesure d'assurer sa protection. Il peut joindre, s'il en possède, les documents prouvant les risques qu'il court dans son pays. Ces documents doivent être traduits en français s'ils sont rédigés dans une autre langue, opération à la charge du demandeur. Il est aussi possible (dans certains délais) de faire parvenir des compléments à la demande d'asile (documents ou compléments au récit) à l'OFPRA après l'envoi de la demande initiale en accompagnant, de préférence, les nouveaux documents du numéro de dossier du demandeur.
La demande est ensuite étudiée par un officier de protection, qui peut recevoir le demandeur en entretien (l'OFPRA procure alors un interprète si nécessaire), et qui propose ensuite une décision à son supérieur hiérarchique.
Dans le cadre d'une procédure prioritaire l'OFPRA est censé répondre à la demande sous quinze jours. En cas de rejet de cette demande le demandeur se trouve aussitôt en situation irrégulière sur le territoire français.

### Possibilités de recours
En cas de rejet de la demande initiale, un recours est possible auprès de la Cour nationale du droit d'asile devant laquelle le requérant peut se faire assister d'un conseil et a droit à un interprète. L'aide juridictionnelle pour cette procédure contentieuse n'est disponible que dans certains cas. Cependant, le dépôt d'une demande d'aide juridictionnelle suspend le délai dans lequel le recours doit être déposé jusqu'à la décision (ou non) d'attribuer cette aide au demandeur. La question de savoir si le conseil auquel a droit le requérant doit forcément être un avocat n'a pas encore été tranchée et pourrait l'être par le Conseil d'État en cas de contentieux à cet égard. Des compléments au recours peuvent être envoyés à la cour, qui doit tenir compte de ces éléments s'ils sont produits avant la clôture de l'instruction (qui a lieu trois jours francs avant l'audience).
Les demandeurs déboutés de cette Cour peuvent se pourvoir en cassation devant le Conseil d'État, qui ne peut examiner que des questions de droit. En raison du ministère obligatoire d'avocat aux Conseils pour leur défense, il est rarement fait usage de ce type de recours.

### Faits nouveaux et réouverture du dossier
En cas de survenue d'un fait nouveau pertinent, ou si le demandeur apprend tardivement l'existence d'un fait ancien, il peut demander un nouvel examen (appelé « réexamen » ou « réouverture ») de son dossier par l'OFPRA. Ceci ne constitue pas une procédure d'appel, mais un renouvellement de la procédure initiale. Elle se déroule donc de nouveau devant l'OFPRA et est susceptible de recours devant la CNDA puis devant le Conseil d'État. Cette procédure ne concerne que les faits survenus ou connus depuis la décision de la CNDA ou du Conseil d'État en dernier ressort.

### L'asile à la frontière

#### La demande d'entrée en France au titre de l'asile
Si un étranger sur le point d'entrer en France se voit refuser l'admission sur le territoire, il peut être maintenu en zone d'attente. Il peut alors demander l'admission au titre de l'asile. La division de l'asile à la frontière de l'OFPRA procède à un entretien individuel avec le demandeur et donne un avis sur le caractère « manifestement infondé » de sa demande. La notion très subjective de « manifestement infondé » offre une très large marge de manœuvre à l'OFPRA et a donné lieu à de nombreux débats sur le plan juridique. S'agissant des transporteurs, le Conseil constitutionnel considère que, pour déterminer si une demande est manifestement infondée, on doit examiner cette demande « sans avoir à procéder à aucune recherche ».
De plus, la décision de l'OFPRA ne constitue qu'un avis consultatif qui ne lie pas le ministre chargé de l'asile, à qui revient la décision d'admission ou de rejet.
Si la demande est finalement considérée comme « manifestement infondée », l'étranger se voit refuser l'accès au territoire, il sera alors maintenu en zone d'attente pendant le temps strictement nécessaire à son départ et sera renvoyé vers son lieu de départ ou vers « tout pays dans lequel il sera légalement admissible ». Depuis l'affaire Gebremedhin contre France devant la CEDH à la suite d'un combat juridique mené par l'Anafé, les demandeurs d'asile à la frontière disposent d'un recours suspensif spécifique devant le tribunal administratif de Paris qui doit être introduit dans les quarante-huit heures. Cependant, ce recours doit être rédigé en langue française et comporter des arguments de fait et de droit ce qui est difficile à former pour un étranger privé de liberté en zone d'attente. Selon ses critiques, ce recours a été qualifié de « suspensif mais non effectif ».
En cas de refus de la part du Ministère de l'Intérieur ou du Tribunal administratif, le transport vers toute destination autre que la ville de provenance sera aux frais du demandeur d'asile.
Aussi, dans le cas où le demandeur serait de provenance inconnue, il est alors renvoyé dans le pays de sa nationalité. Si dans ce dernier cas il ne dispose d'aucun document prouvant sa nationalité, il est alors présenté aux consulats du pays dont il dit avoir la nationalité.
Si la demande d'asile du demandeur n'est pas, à ce stade, considérée comme manifestement infondée, cela ne signifie pas qu'il se verra accorder l'asile après son entrée en France. Il reçoit un sauf-conduit qui lui accorde l'entrée sur le territoire français ainsi qu'un séjour de huit jours afin de déposer une demande en bonne et due forme auprès de la Préfecture qui transmettra sa demande à l'OFPRA de la même façon que toute procédure entamée sur le territoire.
Les mineurs peuvent théoriquement déposer leur demande directement auprès de l'OFPRA.

#### Le recours en cas de refus
À la suite de l'arrêt de la CEDH du 26 avril 2007, le gouvernement a pris des dispositions afin de modifier la procédure de l'asile à la frontière. En cas de refus de la demande d'entrée en France au titre de l'asile, un seul recours est possible devant le tribunal administratif compétent. Ce recours doit être déposé dans les quarante-huit heures (de minute à minute) à partir de la notification de refus à l'étranger présent en zone d'attente dans une langue qu'il comprend, le procès-verbal de notification de la décision faisant foi. Ce recours est suspensif de toute mesure de ré-acheminement. Le droit d'asile étant considéré par le Conseil d'État comme une liberté fondamentale au sens de l'art. L521-2 du Code de justice administrative, son refus peut faire l'objet d'une saisine du juge des référés qui doit statuer dans l'urgence.
Cependant, étant donné que les personnes maintenues en zone d'attente privées de liberté, sont souvent non francophones et ne disposent pas forcément des fonds permettant de recruter un avocat, il est possible de s'interroger sur l'effectivité de ce recours. En effet, il est difficile d'imaginer la rédaction d'un tel recours en français, incluant (comme requis par la loi) des éléments de droit et de fond, en un délai de quarante-huit heures à moins que son auteur ne soit francophone et juriste en droit français ce qui dans le cas de la majorité des demandeurs d'asile a peu de chances de se produire. En effet, un recours hâtif prévoyant d'être régularisé à l'audience aurait de grandes chances d'être rejeté au tri par les magistrats du tribunal administratif comme le permet le CESEDA. Aussi, même dans le cas de dépôt d'un recours (ce qui suppose le recrutement d'un avocat) de nombreuses erreurs ont été commises, et de nombreuses personnes en cours de procédure ont été renvoyées dans leur pays de provenance ou ont subi des tentatives d'embarquement.

## Les différentes formes de protection

### Le statut de réfugié
Il est délivré sur l'un de ces trois fondements :
- L'asile conventionnel : en application de la convention de Genève du 28 juillet 1951 sur les réfugiés. Cette convention s'applique à « toute personne qui (…) craignant avec raison d'être persécutée du fait de sa race, de sa religion, de sa nationalité, de son appartenance à un groupe social ou de ses opinions politiques, se trouve hors du pays dont elle a la nationalité et qui ne peut, ou du fait de cette crainte, ne veut se réclamer de la protection de ce pays. »
- L'asile constitutionnel : suivant le principe posé dans les Constitutions de 1793 (« [Le Peuple français] donne asile aux étrangers bannis de leur patrie pour la cause de la liberté. - Il le refuse aux tyrans »), de 1946 (« Tout homme persécuté en raison de son action en faveur de la liberté a droit d'asile sur les territoires de la République ») et de 1958, l'article L711-1 CESEDA dispose: « La qualité de réfugié est reconnue à toute personne persécutée en raison de son action en faveur de la liberté (…) »[18],[19].

L'asile constitutionnel obéit aux mêmes règles de procédure et offre la même protection que l'asile conventionnel, c'est uniquement le fondement juridique qui est différent. Les autorités responsables de l'examen de la demande sont également l'OFPRA et la CNDA.
- Le HCR exerce son mandat sur le demandeur.

### La protection subsidiaire

#### Historique
La protection subsidiaire est l'héritière du concept d'asile territorial, créé en France par la loi du 11 mai 1998 pour compléter les dispositions du droit d’asile conventionnel. Depuis 1992 en effet, certaines pratiques ministérielles non réglementées globalement avaient permis d'accueillir les ressortissants d’ex-Yougoslavie, ou des ressortissants algériens menacés par le Front Islamique du Salut. L'asile territorial, tel qu’il a été défini en 1998, s'appliquait à "tout étranger, victime de persécution non étatique, ayant établi que sa vie ou sa liberté est menacée dans son pays ou qu’il y est exposé à des traitements contraires à l’article 3 de la Convention Européenne de sauvegarde des droits de l’homme et des libertés fondamentales". C'est le ministère de l'Intérieur qui était chargé de l'asile territorial. Il fut supprimé par la loi du 10 décembre 2003.
La loi du 10 décembre 2003 modifiant la loi du 25 juillet 1952 relative au droit d'asile a créé un « guichet unique » des demandeurs auprès de l'OFPRA et de la Cour nationale du droit d'asile, qui statuent sur le statut de réfugié et sur la protection subsidiaire (en cas de menaces graves comme la peine de mort, les traitements inhumains et dégradants ou la menace directe et individuelle dans un contexte de conflit interne ou international). Cette loi a limité le droit d'asile par deux notions :
- Selon la notion d'asile interne, la demande d'asile peut être rejetée si l'étranger « peut vivre normalement » sur une portion du territoire de son État d'origine.

#### Principes
Le bénéfice de la protection subsidiaire est accordé à « toute personne qui ne remplit pas les conditions d'octroi du statut de réfugié (…) et qui établit qu'elle est exposée dans son pays à l'une des menaces graves suivantes :
- la peine de mort ;
- la torture ou des peines ou traitements inhumains et dégradants ;
- s'agissant d'un civil, « une menace grave, directe et individuelle contre sa vie ou sa personne dans un contexte de violence généralisée résultant d'une situation de conflit armé interne ou international. »

## Évolution des admissions au droit de l'asile

### Période 1952-2016
Les débuts de l’Ofpra, et notamment la période 1952-1960, sont marqués par un nombre de reconnaissances annuelles très important (avec notamment 21 500 admissions en 1958), les principales populations concernées étant les Espagnols, les Yougoslaves, les Hongrois et les Polonais dans un contexte marqué notamment par les dictatures dans les pays de l'Est ou les événements de Budapest.
Dès 1960, le nombre de protections accordées baisse avec le nombre de demandes, mais ce mouvement s’inverse à partir de 1974 sous le double impact de la ratification par la France du protocole de Bellagio (1971), qui lève les limites géographiques et temporelles de la définition du réfugié, et de deux crises majeures : le coup d’État de Pinochet au Chili et la chute de Saïgon, suivie du changement de régime au Laos puis la chute de Phnom Penh et le régime des Khmers Rouges. Le taux d’accord très élevé qui prévaut pour ces populations - de l'ordre de 90 % - a un impact considérable sur le nombre d’admissions global, avec moins de 2 000 personnes protégées en 1974 contre près de 15 000 deux ans plus tard.
Si le nombre d’accords commence à baisser à partir de 1984, il amorce une remontée au début des années 1990 (plus de 15 000 personnes protégées en 1991), notamment du fait de la guerre en ex-Yougoslavie. Quant à l’augmentation du nombre d’accords qui s’observe au milieu des années 2000, elle s’explique en grande partie par l’inclusion de demandes d’asile plus sociétales et l’instauration de la protection subsidiaire en 2004.

Évolution entre 1958 et 2016 des décisions de protection internationale (statut de réfugié ou de protection subsidiare) prises par l'OFPRA en première instance et le CNDA en appel.

### Période 2016 à aujourd'hui
En 2023, 167 056 demandes (mineurs compris) ont été formulées en Guichets uniques pour demandeurs d'asile (GUDA), en hausse de 7,2 % par rapport à 2022. L'Afghanistan (16 550), la Guinée (10 512) et la Turquie (9 806) sont les premiers pays de provenance des premières demandes d’asile. Parallèlement, 142 649 demandes d'asile ont été enregistrées à l'Ofpra en 2023, soit une hausse de + 8,7 % par rapport à 2022. Par ailleurs, cet organisme a rendu 136 811 décisions, légèrement plus qu'en 2022 (+1,7 %). Le nombre de décisions prises reste très supérieur à celui de 2019 (+ 13,4 %). Les décisions d'accord enregistrent, quant à elles, une hausse de + 14,6 % à 44 560 attributions de l'asile, contre 38 885 en 2022. Elles sont nettement plus nombreuses qu'en 2019 (+38,6 %). Ce surcroît de dynamisme des accords d'asile par rapport à l'ensemble des décisions augmente mécaniquement le taux d'accord Ofpra, lequel s'approche d'une décision favorable sur trois en 2023. En juin 2025, selon l'Office français de protection des réfugiés et des apatrides. Le nombre de Guinéens demandeurs d'asile sont désormais les premiers bénéficiaires, du droit d'asile en France.
|              |                             | 2016   | 2017   | 2018    | 2019    | 2020   | 2021    | 2022    | 2023    |
| ------------ | --------------------------- | ------ | ------ | ------- | ------- | ------ | ------- | ------- | ------- |
| OFPRA        | Demandes                    | 85 726 | 81 327 | 123 625 | 132 826 | 94 624 | 103 164 | 131 254 | 142 649 |
| OFPRA        | Accords                     | 19 982 | 23 958 | 24 613  | 22 295  | 20 866 | 35 919  | 38 885  | 44 560  |
| OFPRA        | Réfugiés (CR)               | 12 321 | 13 044 | 14 041  | 14 084  | 12 722 | 22 550  | 31 136  | 33 697  |
| OFPRA        | Protection subsidiaire (PS) | 7 661  | 10 914 | 10 572  | 8 211   | 8 144  | 13 369  | 7 749   | 10 863  |
| CNDA (Appel) | Accords en appel            | 6 446  | 7 776  | 8 603   | 7 413   | 12 338 | 18 465  | 17 391  | 16 335  |
| CNDA (Appel) | Annulations rejets CR       | 4 460  | 5 246  | 5 951   | 5 227   | 7 478  | 12 204  | 12 381  | 11 062  |
| CNDA (Appel) | Annulations rejets PS       | 1 986  | 2 530  | 2 652   | 2 186   | 4 860  | 6 261   | 5 010   | 5 273   |
| OFPRA+CNDA   | Total admissions            | 26 428 | 31 734 | 33 216  | 29 708  | 33 204 | 54 384  | 56 276  | 60 895  |
| OFPRA+CNDA   | CR                          | 16 781 | 18 290 | 19 992  | 19 311  | 20 200 | 34 754  | 43 517  | 44 759  |
| OFPRA+CNDA   | PS                          | 9 647  | 13 444 | 13 224  | 10 397  | 13 004 | 19 630  | 12 759  | 16 136  |

## Jurisprudence relative au contentieux du droit de l'asile

### Jurisprudence duConseil constitutionnel
- La décision no 86-216 DC du 3 septembre 1986 déclare que le principe du droit d'asile est mis en œuvre par la loi et les conventions internationales avec l'autorité supra-législative reconnue aux traités par l'article 55 de la Constitution.
- La décision no 93-325 DC du 13 août 1993 reconnaît la pleine valeur constitutionnelle du droit d'asile tel que reconnu par l'alinéa 4 du préambule de 1946.

### Jurisprudence du Conseil d'État
- CE Ass. Dakoury, 13 décembre 1991, no 120560 : l'étranger doit pouvoir séjourner provisoirement sur le territoire.
- CE ord. réf. 12 janvier 2001, Mme Hyacinthe : la notion de liberté fondamentale (dans l'exercice d'un référé-liberté) englobe le droit constitutionnel d'asile et donc le droit de solliciter le statut de réfugié.

### Jurisprudence de laCour européenne des droits de l'homme
- Arrêt Gebremedhin (Gaberamadhien) c. France, 26 avril 2007 : violation par la France de l’article 13 de la Convention européenne des droits de l'homme, combiné avec l’article 3, en raison de l’absence en zone d’attente d’accès à un recours de plein droit suspensif contre les décisions de refus d’admission et de réacheminement, alors qu’il y a des motifs sérieux de croire que le requérant court un risque de torture ou de mauvais traitements dans l’État de destination.

## Critiques de la situation française
Certaines personnes disent que le droit d'asile fait parfois l'objet d'entorses de la part de l'administration française. Ainsi, d'après des associations, le préfet de police de Paris a été condamné en 2006 et 2009 pour ne l'avoir pas respecté en refusant de délivrer des récépissés fonctionnant comme titre de séjour provisoire en attente de l'examen de la demande d'asile, alléguant l'insuffisance de l'adresse (associative) fournie[source insuffisante]. D'après l'Anafé, une demandeuse d'asile qui avait fait l'objet d'un refus d'admission sur le territoire au titre de l'asile a été, le 4 juin 2009, renvoyée dans sa ville de provenance, avant l'expiration du délai de recours (suspensif) contre ce refus.

### Violations de droits de l'homme et condamnations de la France par la CEDH
À la suite de l'arrêt Gebremedhin (Gaberamadhien) c. France pris par la CEDH condamnant la France en raison de l'absence d'un recours suspensif en cas de refus d'une demande d'entrée en France au titre de l'asile pour des demandeurs situés en zone d'attente, le gouvernement français a modifié le CESEDA, introduisant la possibilité d'un nouveau recours. Ce recours est suspensif jusqu'à la décision du juge administratif, en exclut tout autre (notamment le référé-suspension et le référé-liberté) et doit être formulé dans les quarante-huit heures qui suivent la notification du refus. De nombreuses organisations ont dénoncé la non-effectivité de ce nouveau recours en raison du délai très court pour des personnes privées de liberté, souvent non francophones et non juristes. Un projet de loi a été proposé au Sénat, proposant des modifications visant à améliorer l'effectivité de ce recours.
En novembre 2008, le gouvernement français a renoncé à participer à un renvoi groupé avec le Royaume-Uni de demandeurs d'asile vers l'Afghanistan à la suite de l'adoption par la CEDH de mesures provisoires contre lui, arguant un problème de « plan de vol ». Le dépôt de recours devant la CEDH n'avait été rendu possible que par la présence de la Cimade dans le centre de rétention de Coquelles. En janvier 2008, la CEDH a aussi pris des mesures provisoires afin de suspendre le renvoi depuis l'une des zones d'attente de Paris de demandeurs d'asile originaires de Tchétchénie et du Sri Lanka.

### Établissement de visas de transit aéroportuaires (VTA)
De nombreux demandeurs d'asile parviennent au territoire français grâce à la prise de vols ayant une escale en France vers d'autres destinations. Le gouvernement français a pris la décision d'instaurer des visas de transit aéroportuaires, rendant impossible l'escale en France sans visa pour les nationalités de pays très instables dont sont originaires les demandeurs d'asile les plus nombreux. Cela a eu pour effet de diminuer voire de faire disparaître (notamment dans le cas des Tchétchènes) les demandes d'asile à la frontière pour ces nationalités[réf. nécessaire].

### Abus du droit d'asile
D'après Maxime Tandonnet, ancien conseiller de Nicolas Sarkozy, la majorité des demandeurs d'asile engagent la procédure de demande non pour obtenir l'asile, mais pour obtenir les avantages que leur donne cette procédure : droit de résidence temporaire en France pendant l'instruction du dossier (sans assignation à résidence comme en Allemagne (de)), droits sociaux, faible risque de reconduite pour les demandeurs déboutés (qui constituent la majorité des demandeurs) qui restent sur le territoire français, Aide médicale d'État pour les déboutés qui restent sur le territoire national, probabilité de régularisation au bout d'un certain temps.
Cependant, bien que cette procédure confère certains avantages par rapport aux autres titulaires d'autorisations provisoires de séjour, cela ne sera pas le cas si la demande est effectuée selon la procédure prioritaire, où le demandeur ne disposera pas de tous les droits auxquels donne droit une demande d'asile[réf. nécessaire]. D'autre part, l'autorisation provisoire de séjour n'autorise pas à travailler. Outre l'oisiveté (ou le travail illégal) qu'elle impose aux demandeurs durant le traitement de leur demande qui peut durer plus d'un an, cette autorisation ne confère aucun avantage spécifique au demandeur d'asile à partir du moment où elle prend fin (demandeur débouté).

### Situation sociale des demandeurs d'asile et suspicion abusive à leur encontre
Les demandeurs d'asile ne reçoivent l'allocation temporaire d'attente (ATA) que s'ils ont demandé une prise en charge sociale en centre d'accueil pour demandeurs d'asile ce qui supposent qu'ils aient compris les démarches à accomplir. Par ailleurs, ils n'ont pas le droit de travailler dans l'attente du traitement de leur demande. Certains d'entre eux travaillent illégalement ou vivent dans la précarité ou grâce à l'aide de tiers. En octobre et novembre 2008, des demandeurs d'asile sans logis parfois épaulés par des associations ont investi divers locaux inoccupés (notamment une gendarmerie désaffectée et des anciens locaux de l'IRD) dans l'absence d'autres possibilités d'hébergement.
À Paris, de nombreux demandeurs d'asile ne sont pas logés dans l'attente du traitement de leur demande alors même qu'ils ne sont pas autorisés à travailler. Beaucoup d'entre eux dorment dans les environs de la gare de l'Est, de la gare du Nord et du Canal Saint Martin dans le 10e arrondissement. Ils sont entre autres soutenus par le Collectif des Exilés du Xe. Le 3 avril 2011, un groupe de demandeurs d'asile s'est réuni Place de la Bataille-de-Stalingrad pour demander des conditions d'accueil et de logement décentes,. Cela alors même que plusieurs dizaines de requêtes concernant leur logement sont en cours au Tribunal Administratif de Paris depuis 2009.
Le même problème de logement se pose pour les mineurs demandeurs d'asile qui ne sont pas logés par France terre d'asile ou d'autres associations faute de place dans leurs structures. L'accueil par l'Aide sociale à l'enfance est soumis à un test osseux afin de déterminer si la personne est mineure ou majeure. Faute de passer cet examen, beaucoup de jeunes se retrouvent à la rue malgré le fait qu'ils détiennent des documents officiels (carte d'identité, acte de naissance…) prouvant leur minorité.

### Externalisation du traitement des demandes d'asile
En vertu du règlement CE 343/2003, dit aussi « Dublin II » le traitement de la demande d'asile d'un réfugié est par le premier pays signataire avec lequel il est entré en contact avec l'administration que ce soit en franchissant sa frontière ou en obtenant un visa par exemple. Cela a pour conséquence, pour les réfugiés qui gagneraient la France par voie terrestre ou maritime, de les renvoyer vers des pays limitrophes de l'Union européenne par lesquels ils sont passés comme Malte, Chypre, la Grèce, la Slovaquie ou encore la Pologne. Or, plusieurs rapports montrent que l'ensemble de ces pays n'attribuent l'asile qu'à un pourcentage minime (n'excédant souvent pas 3 %) de demandeurs. En Pologne par exemple, le statut de protection accordé est le plus souvent celui de protection temporaire (équivalent de la protection subsidiaire) alors que celui de « réfugié statutaire Genève » est relativement rare. En Grande-Bretagne, une haute cour a déjà annulé la reconduction vers la Grèce d'un demandeur d'asile pour ce motif. Des juridictions administratives françaises ont adopté la même position. Le HCR a émis des recommandations disant de ne pas renvoyer vers ce pays. De plus, la presse a rapporté un certain nombre de faits qui montrent que se produisent des reconductions de demandeurs d'asile de la part des pays limitrophes de l'Union européenne de l'intérieur vers l'extérieur de celle-ci (de la Grèce vers la Turquie et de la Slovaquie vers l'Ukraine notamment).

### Conditions de travail des officiers de protection
Clémence Armand, ancien officier de protection (agent examinant les demandes adressées à l'OFPRA), a écrit un ouvrage polémique dans lequel elle décrit les mauvaises conditions dans lesquelles s'effectue son travail (absence d'encadrement psychologique des officiers de protection, manque d'informations sur les services sociaux lors de l'accueil des demandeurs d'asile à l'OFPRA, nécessité de « faire du chiffre » en traitant un certain nombre de dossiers, difficulté d'accéder à un poste Internet pour obtenir des informations sur les pays étrangers).
Pour Hélène Iglesias, des « agents précaires » (sous contrat) sont parfois chargés de rédiger des rejets lorsque leurs collègues ont refusé d'appliquer la procédure prioritaire comme le leur demandaient leurs supérieurs.

### Rapport de la Cour des comptes sur le coût du droit d’asile
En avril 2015, plusieurs journaux publient des informations relatives à un « rapport d'étape » de la Cour des comptes. Ce document intermédiaire et non définitif dont les informations ne sont pas validées estime le coût de l'asile à plus de 2 milliards d'euros par an. Ce calcul est deux fois plus haut que les chiffres avancés jusque-là par les autorités. Le rapport conclut à une hausse de 60 % en cinq ans des dépenses totales effectuées pour les demandeurs d'asile. De plus, le coût des déboutés représenterait un montant équivalent à celui consacré aux demandeurs d'asile, soit un milliard d'euros par an donnant un coût moyen par débouté « allant jusqu'à 5 528 euros ». Le rapport note que seulement 1 % des déboutés quittent le territoire français à la suite du refus de leur demande. Le rapport décrit enfin la politique d'asile comme étant « la principale source d'arrivée d'immigrants clandestins en France ».
Le rapport est contesté notamment par les associations apportant un soutien aux demandeurs d'asile. Le ministère de l'Intérieur Bernard Cazeneuve réfute le montant total calculé par la Cour des comptes et remarque que le budget provisionné par le ministère dans la loi de finance est de 600 millions d'euros. Eve Shahshahani, la responsable asile de l’Action des chrétiens pour l’abolition de la torture (ACAT), rappelle que « protéger des vies a un prix, cela vaut pour les services des urgences des hôpitaux comme pour les demandes d’asile », et pour Pierre Henry, le directeur de France terre d'asile, le rapport est une « caricature dans un dossier qui est difficile ». Selon la Cimade, ce ne sont pas 1 % des déboutés qui sont renvoyés mais 10 %, et sa présidente Geneviève Jacques s'interroge : « faut-il renvoyer vers les pays qui torturent, au mépris des droits de l’homme ? », tandis que selon Jean-François Dubost, d'Amnesty International « ce rapport oublie en effet ceux à qui on refuse le droit d’asile, mais qu’on ne peut pas renvoyer dans un pays où leur vie est en danger… et que l’hypocrisie de notre système pousse dans la clandestinité ».
La journaliste Maryline Baumard rappelle qu'« en signant la convention de Genève sur les réfugiés de 1951, la France s’est engagée à offrir sa protection à "toute personne craignant avec raison d’être persécutée du fait de sa race, de sa religion, de sa nationalité, de son appartenance à un certain groupe social ou de ses opinions politiques". Ce statut est reconnu au cas par cas et seul un quart des requérants l’obtient ». Le seul point qui fasse consensus est que les délais sont de deux ans pour instruire une demande et qu'ils devraient être raccourcis.
Par ailleurs, le coût de l’aide juridictionnelle, versée aux cabinets spécialisés qui plaident devant la Cour nationale du droit d’asile (CNDA), dépasse 21 millions d’euros en 2021. Selon Le Figaro, le droit d’asile constitue ainsi un « contentieux lucratif » pour les avocats.